# Kościół św. Michała Archanioła w Jabłonce Kościelnej
Kościół pw. Świętego Michała Archanioła w Jabłonce Kościelnej – rzymskokatolicki kościół parafialny należący do dekanatu Wysokie Mazowieckie diecezji łomżyńskiej.

## Historia
Pierwszy kościół wzniesiono w 1493 r. Być może spłonął w 1655 r., nie jest to jednak pewne, gdyż w 1682 r. mówi się o restauracji świątyni przez ks. Walentego Kuleszę. 
W 1766 r. postawiono kolejny drewniany kościół, w 1884 r. opisany następująco: "zewnątrz deskami oszalowany, gontami kryty. Pośrodku dachu wzniesiona jest kopuła, w której mieści się sygnaturka, blachą kryta, Wewnątrz kościoła znajdują się trzy ołtarze: wielki pod wezwaniem św. Michała Archanioła, boczny po prawej stronie z obrazem św. Marii Magdaleny, boczny po lewej stronie z obrazem NMP Różańcowej. Dzwonnica na cmentarzu przy kościele z drzewa w węgieł zbudowana, deskami oszalowana, gontami pokryta".
Obecny kościół został wzniesiony na miejscu poprzednika w latach 1898-1903 dzięki staraniom księdza Franciszka Kachnowskiego. Jest to neoromańska trzynawowa budowla, z czworoboczną wieżą od frontu. Pierwotnie wieża była zwieńczona strzelistym dachem, jednakże 19 sierpnia 1944 roku wojska hitlerowskie wysadziły ją, niszcząc także sklepienie. Już w 1949 roku ksiądz Józef Kulesza wyremontował świątynię, nie odbudowując jednak wieży we wcześniejszym rozmiarze. Przy okazji odbudowy kościół zyskał także malowidła ścienne, wykonane przez braci Drapiewskich. W drugiej połowie XX w. z inicjatywy  proboszcza ks. Henryka Józefa Szymanowskiego wyremontowano organy, a kościół został wyposażony w dębową boazerię oraz dębowe ławki. Staraniem księdza proboszcza Stanisława Ołowia dokonano zmiany dachu, zbudowano kamienny parkan oraz odrestaurowano okna i witraże, a w 2019 r. rozpoczęto odbudowę wieży.

## Wyposażenie
Wyposażenie świątyni pochodzi głównie z początku i połowy XX wieku. 
Ołtarz główny wykonany z cegły i gipsu, zawierający płaskorzeźbę Chrystusa Zmartwychwstałego, nad nią figurę Serca Jezusowego oraz po bokach figury apostołów – Piotra i Pawła. Ołtarz w lewej nawie przedstawia Świętą Rodzinę i został ufundowany w początkach poprzedniego stulecia przez ks. Aleksandra Dmochowskiego, który rzekomo sam namalował mieszczący się w nim obraz. 
Ołtarz prawy wykonano w latach sześćdziesiątych, a znajdujący się w nim obraz św. Michała Archanioła pochodzi z ołtarza głównego poprzedniej świątyni. W kruchcie wmurowana jest pochodząca z 1600 roku płyta nagrobna Walentego Mościckiego z Tybor-Kamianki.

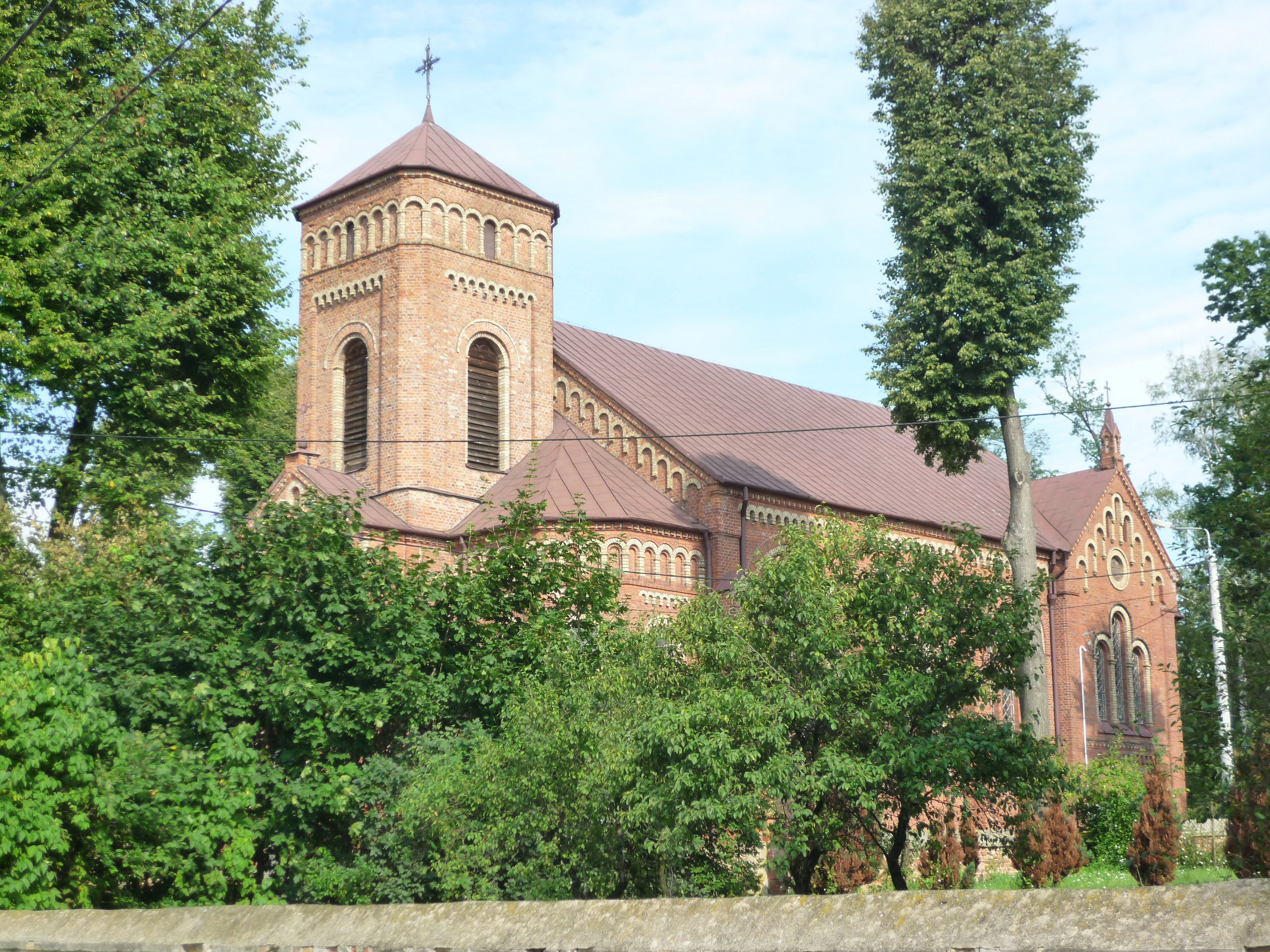
Kościół przed zmianą dachu i odbudową wieży
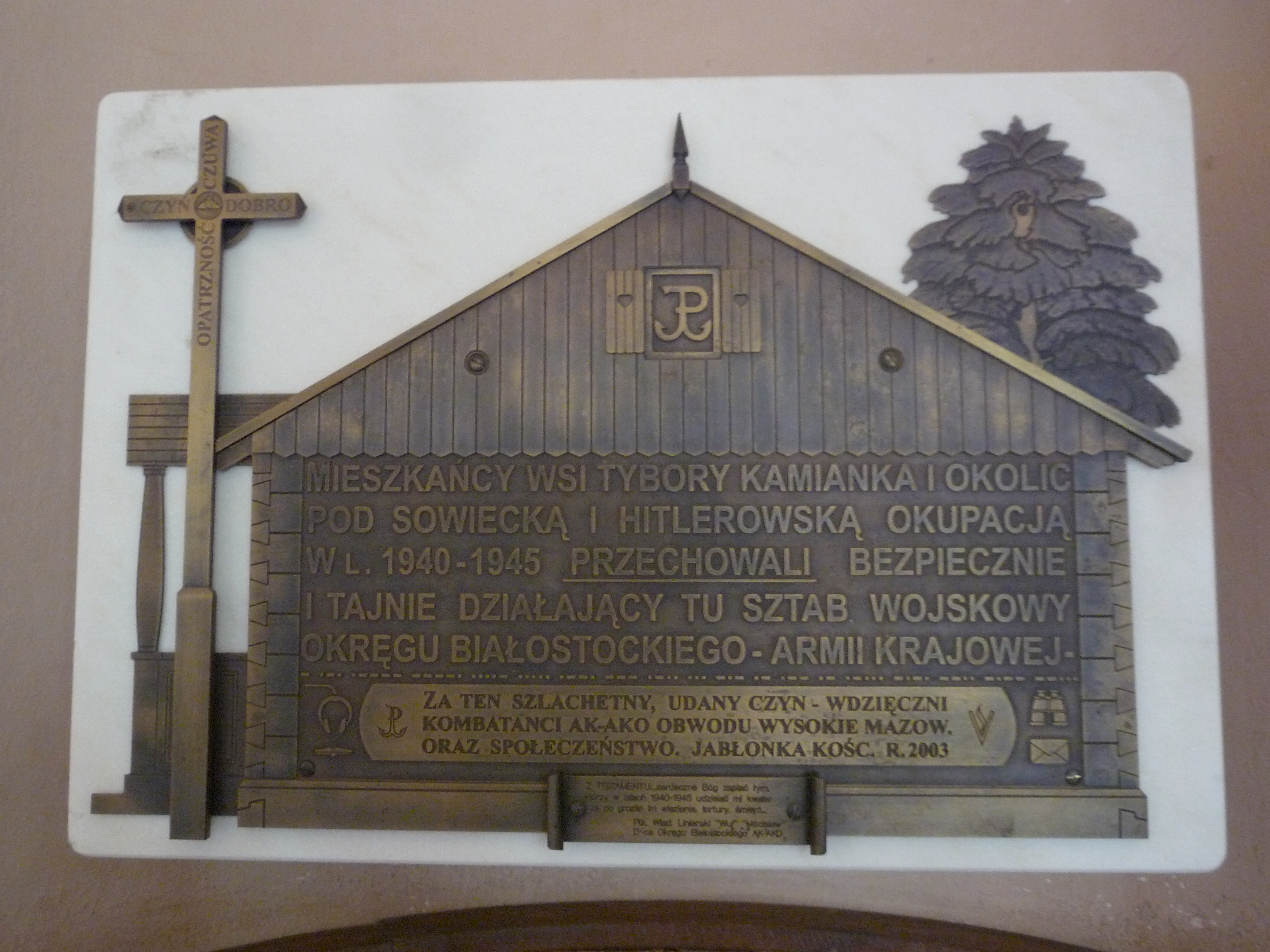
Tablica pamiątkowa zamontowana w 2003 r. w kruchcie kościoła
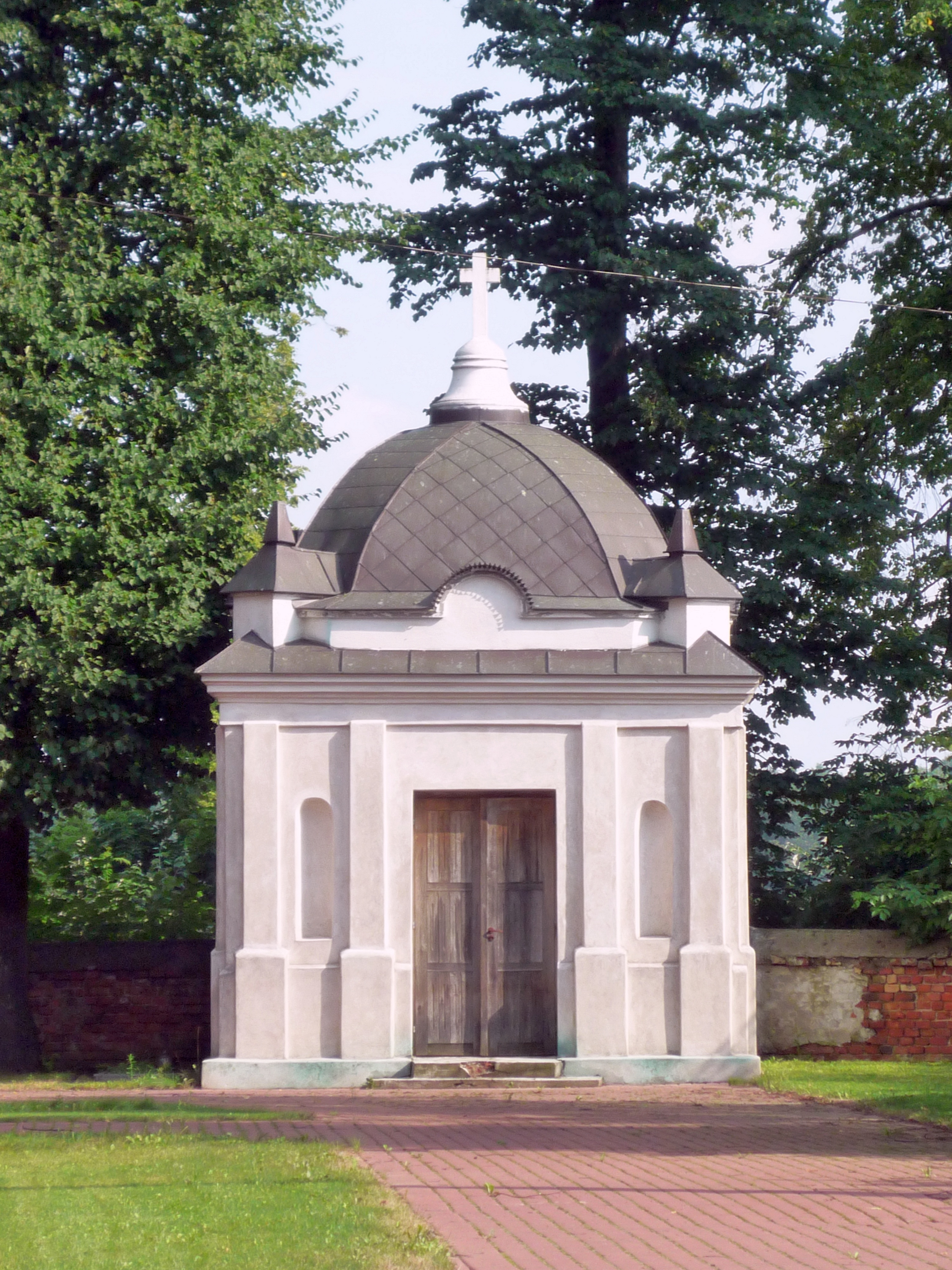
Kaplica nagrobna ks. Franciszka Kachnowskiego
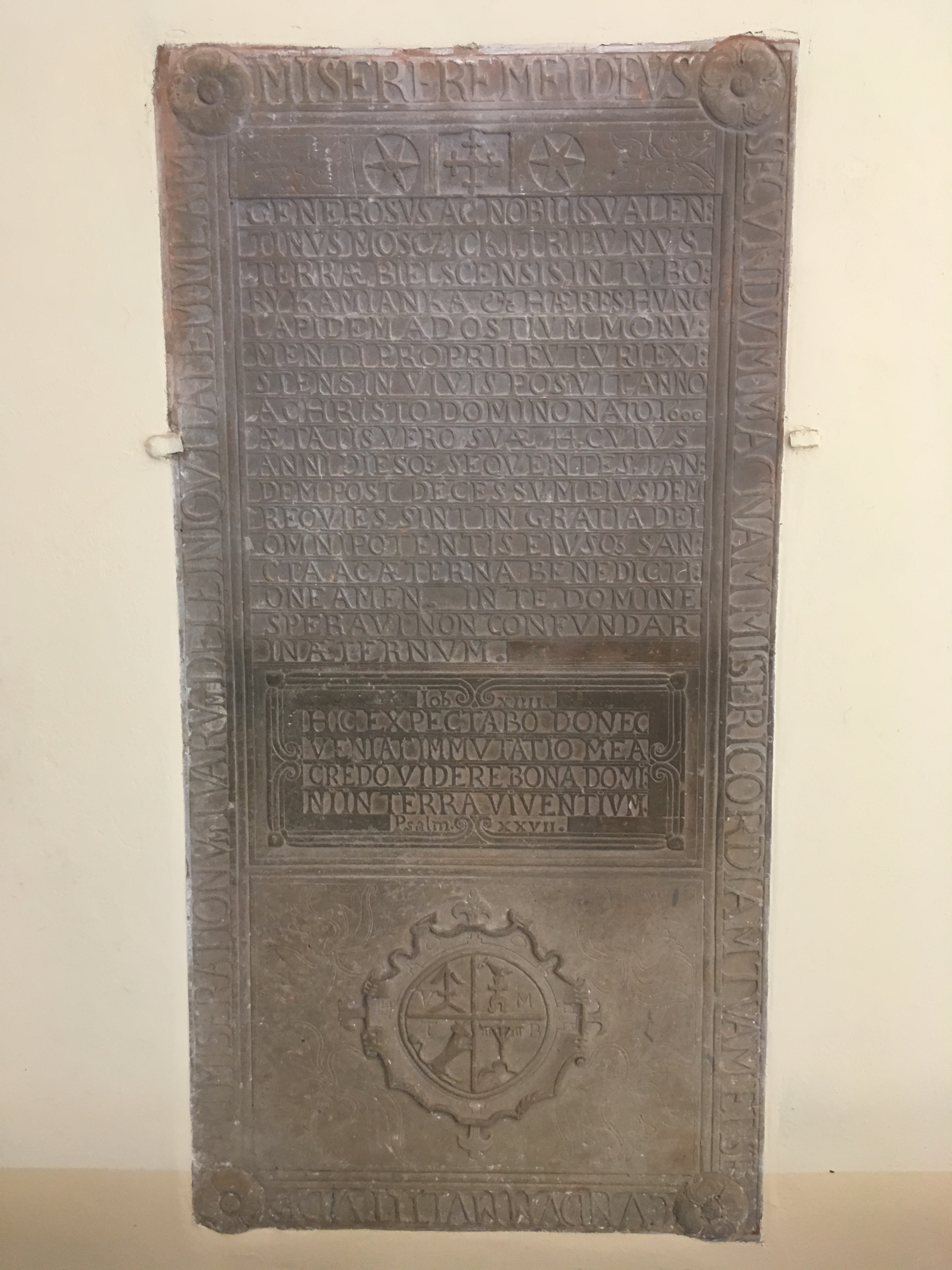
Płyta nagrobna Walentego Mościckiego
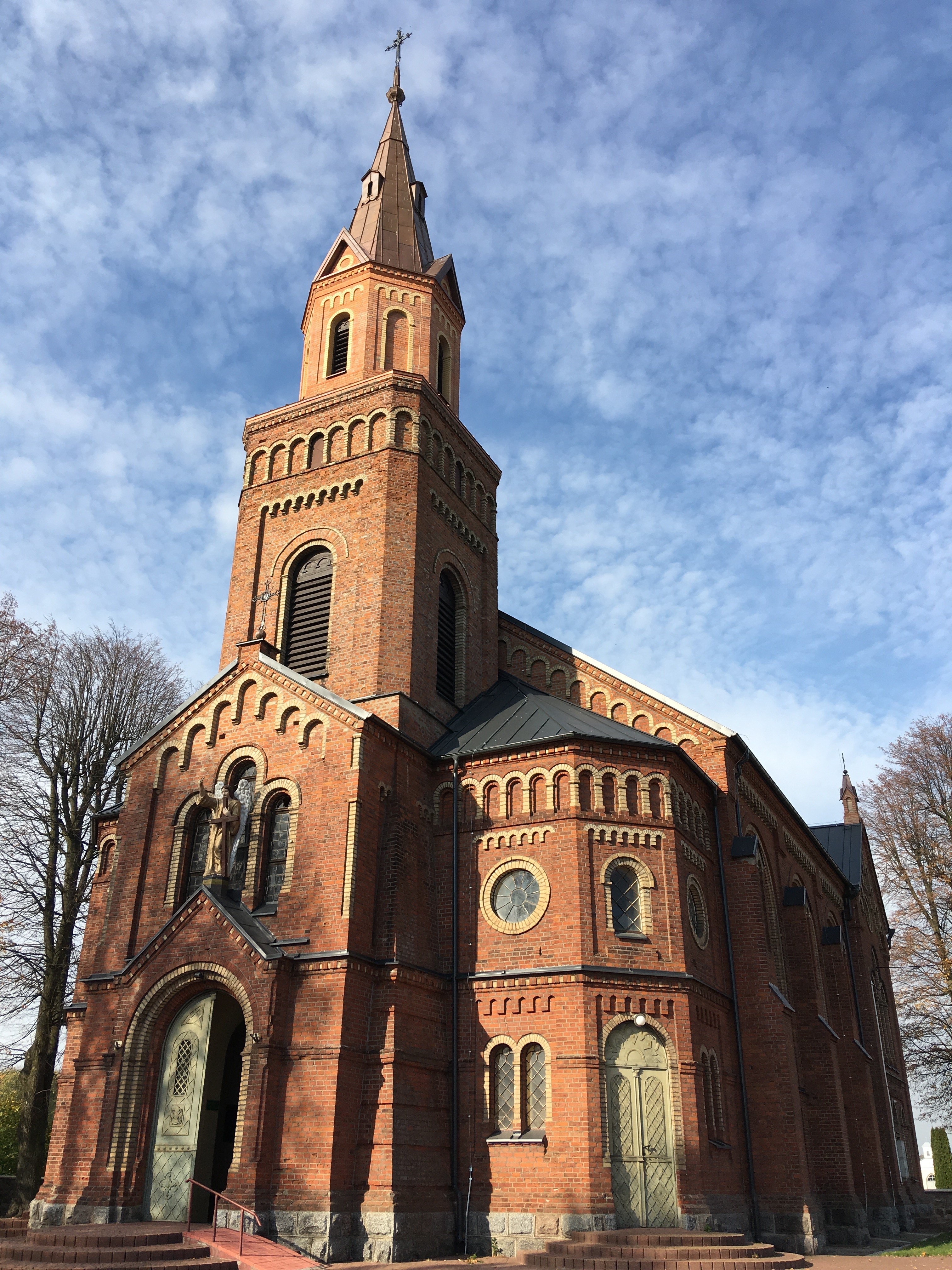
Kościół po odbudowie wieży i zmianie dachu